# جاویان اولیور
جاویان اولیور (انگلیسی: Javianne Oliver؛ زادهٔ ۲۶ دسامبر ۱۹۹۴) دونده زن اهل ایالات متحده آمریکا است.
وی در مسابقات کشوری و بین‌المللی در مجموع برندهٔ ۱ مدال نقره شده‌است.